# Rie Mastenbroek
Hendrika Wilhelmina Mastenbroek, detta Rie (Rotterdam, 26 febbraio 1919 – Rotterdam, 6 novembre 2003) è stata una nuotatrice olandese.

## Biografia
Iniziò a nuotare con l'allenatrice "Ma" Braun, famosa perché sua figlia, da lei allenata, aveva vinto una medaglia d'oro alle Olimpiadi del 1928.
Nel 1934, ad appena 15 anni, Rie Mastenbroek vinse tre ori ed un argento ai campionati europei. Due anni dopo, alle Olimpiadi di Berlino 1936, si aggiudicò tre volte l'oro nei 100, 400 e nella 4 x 100 stile libero, e l'argento nei 100 dorso.
Il presidente del CIO dell'epoca, Willi Daume, alla conclusione delle Olimpiadi, le diede l'appellativo di "Imperatrice di Berlino".
Fu la prima donna, in qualsiasi sport, a vincere quattro medaglie nella stessa Olimpiade. Successivamente donò una delle sue medaglie d'oro in beneficenza, per raccogliere fondi per un centro per disabili.
Durante la sua carriera stabilì anche nove primati mondiali (sei nel dorso, tre nello stile libero).
Nel 1937 divenne istruttrice di nuoto. Questo le fece perdere lo status di dilettante, secondo le regole dell'epoca, e non poté più partecipare alle successive Olimpiadi.
Nel 1968 Rie Mastenbroek fu inserita nella International Swimming Hall of Fame, la Hall of Fame internazionale degli sport acquatici.
Morì a Rotterdam nel 2003, a 84 anni.

## Palmarès
- Olimpiadi

Berlino 1936: oro nei 100m sl, 400m sl e nella staffetta 4x100m sl, argento nei 100m dorso.
- Europei

1934 - Magdeburgo: oro nei 400m sl, 100m dorso e staffetta 4x100m sl, argento nei 100m sl.